# Karen Markwardt
Karen Markwardt (* 16. März 1974 in Rostock) ist eine deutsche Reporterin, Moderatorin und Schauspielerin.

## Leben und Karriere
Markwardt wuchs in Füssen auf und studierte nach dem Abitur, das sie 1993 am Gymnasium Hohenschwangau ablegte, Theaterwissenschaft an der Ludwig-Maximilians-Universität München. Sie arbeitete rund zehn Jahre lang als freiberufliche Redakteurin für den Bayerischen Rundfunk und verschiedene Filmproduktionsfirmen in den Bereichen Kultur und Natur.
Von 2004 bis 2019 moderierte Markwardt die Sendung Karen in Action. Diese war zunächst fünfminütiger Bestandteil der Kindersendung Mörmel TV – Wissen mit Pfiff, wurde ab 2004 jedoch – unter der Regie von Christian Baur und Tim Gorbauch – eine eigenständige Sendung. In dieser Sendung berichtet sie über verschiedene Bereiche des Lebens – wie weithin unbekannte Sportarten, Wissenschaft oder ausgefallene Hobbys – und bereitet diese unterhaltsam für Kinder und Jugendliche auf, indem sie über alles vor Ort berichtet und selbst ausprobiert (sogenanntes Edutainment). Sie setzt schwerpunktmäßig auf actionorientierte und Jungs-affine Themen, auch um Mädchen Mut zu machen, alte Rollenklischees zu überdenken. Diese fast halbstündigen Folgen – von denen 80 entstanden – werden bis heute beim Bayerischen Rundfunk, der ARD und dem KiKA ausgestrahlt. Entwickelt und produziert wurde die Sendung von der MET Film- und Fernsehproduktion in München. Im Anschluss daran wurden 47 Folgen als Kurzreportagen von Karen in Action produziert.
Es folgten weitere Produktionen für das Kinderprogramm wie Aktion Schulstreich, Die beste Klasse Deutschlands und Klasse Segelabenteuer.
Seit 2011 gehört Karen Markwardt zum Moderatorenteam der SWR-Freitagabendsendung Expedition in die Heimat.
Im Jahre 2015 stand sie in Eric Hordes Trashfilm Goblin – Das ist echt Troll vor der Kamera. 2018 arbeitete sie erneut mit Hordes zusammen und stand für die vom SWR für das Medienangebot funk produzierten Dramedy-Serie Patchwork Gangsta neben Neil Malik Abdullah und Katy Karrenbauer vor der Kamera.

## Filmografie
- 2004–2010: Karen in Action! (Fernsehserie, 80 Folgen)
- 2008–2010: Aktion Schulstreich! (Fernsehserie, 29 Folgen)
- 2010: Klasse Segel Abenteuer (Fernsehserie, 25 Folgen)
- 2011–2016: Expedition in die Heimat
- 2015: Goblin 2 aka Under ConTROLL
- 2019: Patchwork Gangsta

## Auszeichnungen
- Für ihre Sendung Karen in Action und das während der Fußball-WM 2006 gezeigte Magazin KickerMania erhielt Markwardt von der Zeitschrift TV Spielfilm den Emil, den Preis für „herausragende Kinder- und Jugend-TV-Produktionen“.[4]
- 2009 folgte eine „lobende Erwähnung“ beim Robert-Geisendörfer-Preis.
- 2011 wurde Karen Markwardt mit dem Innovationspreis des Netzes innovativer Bürgerinnen und Bürger NiBB ausgezeichnet.